# Peter Suhadolc
Peter Suhadolc, geofizik, seizmolog, profesor, kulturni delavec, * 20. januar 1950, Trst.

## Življenje in delo
Peter Suhadolc se je rodil v Trstu, oče je bil Vinko, odvetnik, mati je bila Krasulja (rojena Simoniti), profesorica. Slovensko osnovno šolo je obiskoval na Opčinah, nato nižjo srednjo šolo pri Sv. Jakobu v Trstu. Po obveznem študiju se je vpisal na Klasični licej France Prešeren v Trstu, kjer je maturiral leta 1969. Nato se je vpisal na univerzo v Trstu, kjer je študiral fiziko in diplomiral leta 1974. Nadaljeval je podiplomski študij na University of Illinois (ZDA) in dosegel naslov master of science leta 1976. Nato se je pri  OGS - Nacionalni institut za oceanografijo in eksperimentalno geofiziko (Osservatorio Geofisico Sperimentale) v Trstu specializiral v seizmologiji. Med leti 1978–1984 je bil profesor matematike in fizike na Državnem trgovskem in tehničnem zavodu Žiga Zois v Trstu, najprej na oddelku za knjigovodje, nato na oddelku za geometre. Od leta 1984 je bil na tržaški Univerzi redni raziskovalec in nato od leta 1992 profesor na Inštitutu za geodezijo in geofiziko na isti univerzi. Med leti 1997–2003 je bil tudi direktor Inštituta za geodezijo. Član je mnogih mednarodnih seizmoloških društev. Objavil je ogromno študij v mednarodnih geofizičnih revijah, zbornikih in knjigah, predaval je na mnogih mednarodnih simpozijih, leta 1981 je bil član italijansko-francoske geofizične odprave na otok Sumbawa (Indonezija).
Peter Suhadolc je bil vedno vpleten v kulturno dogajanje med Slovenci v Italiji. Že kot dijak je rad pisal pesmi in prozo in jih je tudi objavljal v Literarnih vajah, pisal je tudi za Primorski dnevnik, za Zaliv, tednik Ameriška domovina, stalno objavlja v glasilu Nova filatelija. Med leti 1960–1974 je sodeloval kot igralec na Radiu Trst A v oddaji Pisani balončki ter v nekaterih igrah Radijskega odra.
Leta 1966 se je včlanil v Slovenski filatelistični klub Lovrenc Košir v Trstu in od leta 1984 je postal predsednik tega društva. Bil je tudi predsednik osrednje Filatelistične zveze Slovenije iz Ljubljane, zdaj je tam podpredsednik. Leta 2004 je bil sprejet kot član evropske veje mednarodne zveze filatelistov AEP - European Philatelic Academy (Académie Européenne de Philatélie), kjer so ga leta 2023 izvolili za predsednika. Leta 2024 so na 77. kongresu FIP (Federation International de Philatelie) v Šanghaju na Kitajskem Suhadolca izvolili za direktorja upravnega sveta svetovne filatelistične zveze za Evropo. Nasploh je zelo navdušen filatelist in večkrat sodeluje na mednarodnih filatelističnih razstavah in osvaja prestižne nagrade.
Med leti 1968–69 je bil Peter Suhadolc predsednik Slovenskega kulturnega kluba v Trstu. Od leta 1972 do 1974 je bil odbornik pri športnem društvu Polet na Opčinah. Vedno mu je bilo všeč planinstvo in zato se je kmalu vpisal v SPD Trst in je med prvimi na Tržaškem zaključil Slovensko planinsko transverzalo in Pot prijateljstva. Leta 1982 obnovil alpinistični odsek SPDT in ostal njegov načelnik za dve leti. Leta 2021 je prejel od Planinske zveze Slovenije najvišje priznanje za dolgoletno vsestransko delo v SPD Trst, za delo na področju markiranja poti, vodništva, alpinizma in orientacije.
Peter Suhadolc je od leta 1976 član folklorne skupine Stu ledi v Trstu, najprej kot plesalec, kasneje kot vaditelj. Nasploh je zelo vnet raziskovalec ljudskega izročila, posebno ljudskih plesov tržaške okolice in je avtor koreografije Tržaški svatbeni plesi za folklorno skupino Stu ledi (1983) in spleta tržaških plesov za mladinsko folklorno skupino iz Zgonika (1984), je tudi soavtor brošure Primorski plesi za seminar vodij folklornih skupin (1981, (COBISS)) in knjige Deklica, podaj roko (1985, (COBISS)) Med svetovno pandemijo Covida je s skupino Stu ledi snemal posnetke ljudskih plesov Plesni tečaj na daljavo, ki so jih nato objavljali na spletnih medijih.